# Gabriela Spanic
Gabriela Elena Spanic Ulterra (ur. 10 grudnia 1973 w Ortiz) – wenezuelska aktorka, piosenkarka i modelka.

## Życiorys

### Wczesne lata
Urodziła się w Ortiz w stanie Guarico. Ma dwie siostry - bliźniaczkę Danielę i Patricię oraz brata Antonio. Jej matka urodziła się w Londynie, a ojciec był Chorwatem; w 1947 jego rodzina przeniosła się do Wenezueli. Studiowała psychopedagogikę na Universidad Central de Venezuela. Uczyła się aktorstwa w Centro de Investigação Teatral Luz Columba.

### Kariera
W 1992, w wieku 18 lat zaczęła pracować jako modelka, została Miss Wenezueli. Po roku założyła i przez kilka lat prowadziła własną agencję modelek.
W telenoweli Morena Clara (1994) zagrała czarny charakter, Lindę Prado, później otrzymała główną rolę Gildy Barreto w telenoweli Como tú, ninguna (polski tytuł Tylko Ty, 1994) ze swoim przyszłym mężem Miguelem De León.
W 1998 wystąpiła w telenoweli La Usurpadora (polski tytuł Paulina), emitowanej w 120 krajach świata i przetłumaczonym na 25 różnych języków. Rola nikczemnej Paoli i zdolnej do poświęceń Pauliny uczyniła z niej nie tylko gwiazdę latynoamerykańską. Po takim sukcesie, Televisa zdecydowała się podpisać ze Spanic trzyletni kontrakt. Wkrótce potem można było ją zobaczyć w telenoweli Por tu amor (w Polsce znanej jako Porywy serca) oraz La Intrusa (polski tytuł Virginia) w której partnerował jej Arturo Peniche. 
W 2001 kontrakt z Televisą wygasł, a Spanic zaczęła występować w projektach wytwórni Telemundo.

## Życie prywatne
22 października 1997 Gabriela wstąpiła w związek małżeński ze starszym o 11 lat wenezuelskim aktorem Miguelem De León. Po sześciu latach wspólnego życia, 28 września 2003 doszło do rozwodu.
Ze związku z Neilem Pérezem ma syna Gabriela de Jesúsa (ur. 7 lipca 2008). Spanic jeszcze przed porodem rozstała się z ojcem dziecka (Pérez zażądał badań DNA). Od kwietnia 2009 do marca 2010 związana była z producentem filmowym Frederico Lapendą.

## Filmografia
| Rok  | Nazwa                  | Rola                                      | Typ roli       |
| ---- | ---------------------- | ----------------------------------------- | -------------- |
| 1990 | Adorable Mónica        |                                           | Dodatkowych    |
| 1991 | Mundo de fieras        | ------                                    | Debiutancka    |
| 1992 | La loba herida         | ------                                    | Trzecioplanowa |
| 1992 | Divina obsesión        | ------                                    | Trzecioplanowa |
| 1993 | Rosangelica            | Carla                                     | Drugoplanowa   |
| 1993 | Morena Clara           | Linda Prado                               | Główna         |
| 1994 | María Celeste          | Celina Hidalgo                            | Drugoplanowa   |
| 1994 | Tylko Ty               | Gilda Barreto                             | Główna         |
| 1996 | Quirpa de tres mujeres | Emiliana Echeverría Salazar               | Główna         |
| 1997 | Todo por tu amor       | Amaranta Rey                              | Główna         |
| 1998 | Paulina                | Paulina Martínez/Paola Bracho             | Główna         |
| 1999 | Porywy serca           | María del Cielo Montalvo                  | Główna         |
| 2001 | Virginia               | Virginia Martínez/Vanessa Martínez Roldán | Główna         |
| 2002 | La Venganza            | Valentina Díaz                            | Główna         |
| 2004 | Prisionera             | Guadalupe Santos                          | Główna         |
| 2006 | Kraina namiętności     | Valeria San Román                         | Główna         |
| 2010 | Kobieta ze stali       | Ivana Dorantes Rangel                     | Drugoplanowa   |
| 2011 | Emperatriz             | Emperatriz Jurado                         | Główna         |
| 2012 | La Otra Cara del Alma  | Alma Quijano                              | Główna         |
| 2014 | Twoja na zawsze        | Fiscal Fernanda Montenegro                | Specjalna      |

## Dyskografia
- Gabriela Spanic Total (2004)
- Improving Your Life With Gabriela Spanic Vol. 1 & 2 (2005)
- En Carne Viva (2014)
- Gaby Spanic Greatest Hits (2016)